# She Wants Revenge
She Wants Revenge é uma banda norte-americana formada em Los Angeles, Califórnia, no ano de 2004. Eles lançaram seu álbum de estréia, She Wants Revenge, em 2006, cujos singles obtiveram razoável sucesso. O videoclipe de "Tear You Apart", dirigido pelo ator porto-riquenho Joaquin Phoenix, foi bastante exibido em canais musicais. A vocalista do grupo Garbage, Shirley Manson, aparece no videoclipe de "These Things".
O segundo álbum da dupla, This Is Forever, foi lançado em 9 de outubro de 2007.
A banda encerrou suas atividades oficialmente em Agosto de 2020, mas anunciaram shows no ano de 2022 marcando a volta da banda e um possível novo álbum.

## História
A dupla participou de uma extensiva turnê em 2006 com os grupos Depeche Mode e Placebo. Em 2007, eles fizeram uma participação na faixa "Time", da compilação Timbaland Presents: Shock Value do rapper e produtor musical Timbaland.[carece de fontes?]

## Influências
O som do She Wants Revenge é influenciado por grupos e artistas dos anos 1980 como Prince, Bauhaus, Erik B and Rakim, Joy Division, New Order, The Cure, Danse Society, The Psychedelic Furs, Depeche Mode, Suicide e The Sisters of Mercy.

## Membros

### Membros oficiais
- Justin Warfield - vocais, guitarra, teclado
- Adam Bravin (Adam 12) - vocais, baixo, teclado, sintetizador, percussão

### Músicos convidados
- Thomas Frogatt (TommySheWants) - guitarra, teclado
- Scott Ellis - bateria[4]

## Discografia

### Álbuns oficiais
- She Wants Revenge - 2006
- This Is Forever - 2007
- ValleyHeart - 2011

### EPs
- These Things (2005)
- Tear You Apart (2006)
- True Romance (2007)
- Save Your Soul (2008)
- Up and Down (2009)

### Compilações
- The Nightmare Before Christmas Soundtrack (2006) (contribuíram com "Kidnap The Sandy Claws")
- Timbaland Presents: Shock Value (2007) (contribuíram com "Time")

### Singles
- "Sister" (2005)
- "Tear You Apart (2005)
- "These Things" (2006)
- "Out of Control" 2006)
- "I Don't Wanna Fall In Love" (2006)
- "True Romance" (2007)
- "Writen In Blood" (2007)